# Georg Büchner
Karl Georg Büchner (n. 17 octombrie 1813, Goddelau⁠(d), Hessa, Germania – d. 19 februarie 1837, Zürich, cantonul Zürich, Elveția) a fost un scriitor romantic german. Fratele său a fost fizicianul Ludwig Büchner.
În anii studenției la medicină  s-a implicat în politica revoluționară și a fost obligat să fugă la Zurich. În 1835 scrie prima sa piesă, Moartea lui Danton, o dramă despre Revoluția Franceză.

## Opere
- Moartea lui Danton (dramă, 1835)
- Leonce și Lena (comedie, 1836)
- Woyzeck (1837)